# مفسد (فیلم)
مفسد (به انگلیسی: The Corruptor) فیلمی محصول سال ۱۹۹۹ و به کارگردانی جیمز فولی است. در این فیلم بازیگرانی همچون چو یون فات، مارک والبرگ، ریک یانگ، پل بن-ویکتور، بایرون من، برایان کاکس، کیم چان و توا فلدشو ایفای نقش کرده‌اند.

## داستان
یک افسر با سابقه پلیس مهاجرت به همراه افسر پلیس نیویورک تلاش می‌کنند تا از قاچاق انسان و فساد که توسط مافیای چینی در جریان است جلوگیری کنند. اما وقتی مافیا به افسر پلیس رشوه می‌دهد همه چیز پیچیده شده و…